# Juramento de Fëanor
En El Silmarillion, el Juramento de Fëanor fue pronunciado por el elfo Noldo Fëanor y sus siete hijos en la ciudad de Tirion, en Aman, después de que Melkor y Ungoliant destruyeran los Dos Árboles y de que Finwë, el padre de Fëanor y Rey Supremo de los Noldor, fuera asesinado por Melkor en la fortaleza de Fëanor, Formenos, para robar los Silmarils, al finalizar las Edades de los Árboles y antes de que comenzara la Primera de las Edades del Sol.

## Antecedentes
Una vez que los Valar descubrieron que Melkor había mentido cuando fue liberado al haber transcurrido las tres Edades por las que fue condenado al caer Utumno, y que había estado sembrando mentiras y enemistad entre los príncipes Fëanor y Fingolfin, Melkor huyó, primero al norte y luego al sur de Aman, donde se encontró con Ungoliant, la araña gigante que lo ayudó a ejecutar su venganza sobre los Ainur y los Elfos.
Una vez que Ungoliant mató los Dos Árboles y bebió su rocío, se dirigieron a Formenos, donde Fëanor estaba exiliado con sus hijos, y Finwë estaba auto-exiliado también. Fëanor había sido obligado a asistir a Valinor a una fiesta convocada por los Valar para tratar de hacer las paces entre él y su medio hermano Fingolfin (quien declaró entonces que en adelante seguiría a su medio hermano como su superior, a donde quiera que fuera), por lo que Fëanor no se encontraba en Formenos cuando Melkor llegó.
Melkor robó las gemas de los Noldor que se encontraban en Formenos, sin encontrar quien se le resistiera, excepto Finwë, al que asesinó para robar el tesoro más preciado de Fëanor, sus tres Silmarils. Melkor y Ungoliant huyeron dejando oscuridad tras de sí, y los hijos de Fëanor fueron a Valinor a informar a su padre de lo que sucedió.
Entonces Fëanor, enojado, huyó a Tirion, a donde convocó a todo el pueblo Noldor a su alrededor. Los Valar en ese momento se encontraban consternados ante la reciente noticia de la muerte de los Dos Árboles y dejaron ir a Fëanor libremente.

## Fëanor pronuncia el juramento
En la plaza principal de la ciudad, rodeados del pueblo y los nobles de los Noldor, incluyendo a sus hermanos y sobrinos que escucharon con horror, Fëanor pronunció el juramento que a la vez sería su condena y la de los Noldor que se le adhirieron, así como del resto de su pueblo y familia. Sus siete hijos se sumaron al juramento.
A partir de ese momento los Noldor siguieron a Fëanor, que al ver que los Valar en apariencia no hacían nada (sin embargo discutían entre sí qué debían hacer ahora que no tenían a los Dos Árboles y que no podían capturar en ese momento a Melkor), decidió salir personalmente tras Melkor, a quien a partir de ese momento se le conoció como Morgoth, el Enemigo Oscuro, y convocó a todos los Noldor a salir con él para vengar la muerte de su rey. Su intención además era recuperar los Silmarils, que para entonces Fëanor consideraba solamente suyos, olvidándose que la luz que contenían no la había creado él.

## Comienzo de la huida de los Noldor
Aquellos Noldor que no quedaron convencidos con estos argumentos fueron luego convencidos cuando Fëanor les habló del mal que les hacían los Valar al tenerlos como presos en Aman, cuando ellos mismos podían estar libremente en la Tierra Media teniendo sus propios reinos y sus propias tierras. De esta forma, también muchos de los hijos de Fingolfin y Finarfin se sumaron a la salida. Fingolfin decidió ir sobre todo para guiar al pueblo, que era muy numeroso, y del que Fëanor no se haría cargo cegado por la sed de venganza. Lo mismo hizo su hijo Fingon. Los Valar no tuvieron más remedio que dejarlos ir, pues en ningún momento se les obligaba a vivir en Aman, pero le solicitaron a Fëanor que entregara los Silmarils si los recuperaba, a lo que Fëanor se negó. Así comienza la huida de los Noldor.....

## Texto del Juramento de Fëanor
El Juramento de Fëanor (en quenya Vanda Fëanaró Nossëo) consiste de una maldición dirigida a cualquiera que posea o desee poseer alguno de los tres Silmarils de Fëanor, y con el cual tanto Fëanor como cualquiera de sus descendientes se comprometen a buscar por todos los medios el recuperar las gemas, bajo pena de ser condenados a la Oscuridad, pena que piden a Eru Ilúvatar, el Creador, les someta si no cumplen con el juramento, mencionando a los Valar Manwë y Varda como testigos. En el Silmarillion publicado el juramento es descrito indirectamente, el texto completo sólo se da en los Anales de Aman, publicados en El Anillo de Morgoth.
En español:
Juramento de Fëanor

Sea amigo o enemigo, ominoso o luminoso,
engendro de Morgoth o brillante vala,
elda o maia, o después nacido,
hombre aún por nacer en la Tierra Media,
ni ley, ni amor, ni alianza de espadas,
temor ni peligro, ni el destino mismo,
lo defenderán de Fëanor, y de la prole de Fëanor,
a quien ocultase o atesorase, o en su mano tomase,
encontrando vigilado o lejos arrojado
un Silmaril. Esto juramos todos:
muerte le daremos antes que acabe el día,
¡maldito hasta el fin del mundo! ¡Oíd nuestra palabra
Eru Ilúvatar! Con la sempiterna
oscuridad seamos malditos si el juramento rompemos.
¡sobre la montaña sagrada oídlo como testigos
y nuestra promesa recordad, Manwë y Varda!

En quenya:
Vanda Fëanáró Nossëo

Nai kotumo ar nilmo, kalima Vala
thauza ar poika, Moringothonna,
Elda ar Maiya ar Apanóna,
Endóresse Atan sin únóna,
ilar thanye, ilar melme, ilar malkazon samme,
osta ilar harwe, lau Ambar tana,
só-thauruvá Feanárollo, ar Feanáró nossello,
iman askalyá ar charyá, ar mi kambe mapá,
herá hirala ar haiya hatá
Silmarille. Sí vandalme ilyai:
unqualé son antévalme mennai Aure-mettá,
qualmé tenn' Ambar-mettá! Quettalman lasta,
Eru Ilúvatar! Oiyámórenna
mé-quetamartya íre queluvá tyardalma.
Ainorontesse tirtasse lasta
ar ilma-vandá enyalaz, Varda Manwë!